# Air Provence International
Air Provence International était une compagnie aérienne charter basée à l'aéroport Marseille-Provence, créée en 1985.

## Historique
La compagnie est créée par le Groupe de Jean-Pierre ROZAN et propose des vols directs de passagers du sud de la France à destination de l'Europe, de la Méditerranée, de l'Afrique et du Moyen-Orient.
Au départ, Air Provence s'appelait Compagnie Air Provence. Elle était créée en 1974 par deux pilotes.
Jean-René Chambot créait la Cie Air Provence, une société spécialisée dans le transport aérien de fret, de passagers non régulier et de transport médical. Elle regroupait deux compagnies, Jet Prop Assistance et Cap Air Service.
Jean-René Chambot revendait la compagnie à Jean-Pierre Rozan (ancien actionnaire d'Air Méditerranée) mais en restant le directeur.

Premier logotype de la compagnie Air Provence

Logo de Air Provence Charter.

Air Provence International était également spécialisée dans le transport de passagers à la demande, transport sanitaire et petit fret, la maintenance d'avions et l'assistance au sol.
Air Provence International était détenu par la Compagnie Provençale de Participation (COPROPAR) appartenant à Jean-Louis Rozan qui détenait également dans son portefeuille les compagnies Avia Sud Aérotaxi de Nice possédant un Beechcraft 200 immatriculé F-GEXL ou Air Transport Méditerranée basée en Corse.
Dans les années 1980, la Cie Air Provence utilisait deux hélicoptères (SA 341G Gazelle immatriculée F-GDFR et AS350 Écureuil immatriculé F-GBTG).
De 1980 à 1984, sous la Compagnie Air Provence, les appareils suivants étaient en service : 3x Beechcraft 90 (dont le F-BVVM et F-BXOM), 1x Beechcraft 200, 1x Learjet 24D, 1x Hawker-Siddeley HS.125, 1x Cessna 172 (F-BTUY) et 1 Cessna 310.
De 1984 à 1990 les appareils suivants étaient en service : 6 Beechcraft 90, 3 Beechcraft 200, 1 Learjet 25C, 1 AMD BA Falcon 20C, 12 Gulfstream Aerospace G159, 1 Beechcraft  BE58.
Un Learjet 24 (F-BRNL) fut utilisé brièvement en 1984-85 avant sa perte à cause d'un problème à l'atterrissage à Toulouse-Blagnac.
Air Provence International a débuté le 1er octobre 1987 l'exploitation de sa première ligne régulière Marseille-Gênes.
De 1989 à 2001  les appareils suivants étaient en service: en plus de la liste ci-dessus, il faut rajouter: 1 Cessna Citation, 3x HS 748 et 2x Fairchild FH227.

Ancien logo d'Air Provence.

En 1990, Air Provence International entrait dans le capital de la compagnie de transport à la demande Altagna basée en Corse.
Dans les années 1990, cette compagnie était notamment utilisée pour transporter les équipes sportives, comme la plupart des équipes de football, l'Olympique de Marseille , l'Olympique lyonnais, AS Saint-Étienne, etc.
À partir de 1991, la compagnie utilise deux anciennes Caravelle 12 d'Air Inter. Ces deux appareils sont retirés en 1996 et Air Provence devient par conséquent la dernière compagnie à utiliser la Caravelle en Europe.

Logo de la compagnie Diwan.

En 1992, Air Provence entre à 49% dans la SARL DIWAN, une compagnie aérienne basée opérationnellement sur l'aéroport de Lorient servant au transfert des marins lorientais pêchant au large des Iles britanniques ou pour le transport de passagers en location (en remplacement d'Air Lorient). DIWAN utilisera donc les aéronefs d'Air Provence (F-GEXL, F-GFIB, F-GCLM...) en les louant à l'heure et sous pavillon Air Provence avant d'avoir sa propre licence (Janvier 1994). Diwan assure les liaisons Lorient-Inverness (Écosse) ou Lorient-Swansea (Pays de Galles). C'est donc à Lorient qu'Air Provence a choisi de baser deux de ses avions pour le grand Ouest, représentée par Diwan.
En 1992, Air Provence rachète la compagnie britannique Aberdeen Airways.
En avril 1994, Air Provence assurait en Caravelle la liaison saisonnière, Brest - Lorient - Calvi - Ajaccio.
En 1994, la société devient une filiale d'Euro Belgian Airlines.
Air Provence International détenait deux bases, celle de Marseille et celle du Bourget.
En Avril 1996, Euro Belgian Airlines est achetée par Virgin Atlantic Airways, sa filiale, Air Provence International est également reprise.
Cette même année, Air Provence International devient Air Provence Charter (APC).

Logo de Virgin Express France.

En janvier 1998, Air Provence Charter devient Virgin Express France, filiale de Virgin Express dont le siège est à Melsbroek en Belgique.
En 2000, la compagnie se concentra uniquement sur le transport de fret  en devenant le 14 juin, Société Nouvelle Air Provence International.
En 2002, Elle est en redressement judiciaire. Un plan de cession est proposé à West Air Holding (West Air France). Le jugement de clôture après cession intervient en 2006.

### Accidents
Le 12 décembre 1985, un Learjet 24 immatriculé F-BRNL est endommagé au-delà de toute réparation à la suite d'un problème à l'atterrissage à Toulouse-Blagnac.
Le 28 juin 1994, juste après avoir atterri à Lyon-Satolas en provenance de Rouen , l'aile d'un Grumman G-159 Gulfstream I immatriculé F-GIIX, avec 3 membres d'équipage et 24 passagers heurte la piste, forçant l'avion à se retourner et à prendre feu. Bien que l'avion soit endommagé au-delà de la réparation, il n'y aucun décès seulement 10 blessés,.

## Filiales

Logo d'Aérotec.

- Aérotec: Maintenance aéronautique,
- Diwan: Compagnie aérienne créée en 1992 dont le siège social se trouve sur l'aéroport de Rennes, la base opérationnelle sur l'aéroport de Lorient en Bretagne-Sud, représenant Air Provence International pour la Bretagne, effectuant du transport à la demande notamment le transport des marins-pêcheurs vers les bases avancées pour l'armement Jégo-Quéré, 1er armateur de pêche français.
- Avia Sud Aérotaxi: Compagnie aérienne basée à Nice et effectuant du transport à la demande,
- Air Transport Méditerranée: Anciennement Air Service Méditerranée, compagnie aérienne basée à Propriano en Corse sur l'aéroport de Tavario,
- Altagna: Compagnie aérienne basée à Bastia en Corse, créée en 1988 et spécialisée dans le transport aérien sanitaire,
- Gyrasud: basée à Vitrolles et effectuant du transport aérien en hélicoptères (participation de la société mère COPROPAR),
- Vol'Air Service (VAS): compagnie aérienne de transport à la demande basée sur l'aéroport du Bourget (détenue par COPROPAR),
- Belair Aérotransport (BAT): compagnie basée au Mans et détenue par la compagnie Diwan (détenue elle-même par COPROPAR).

## Galerie

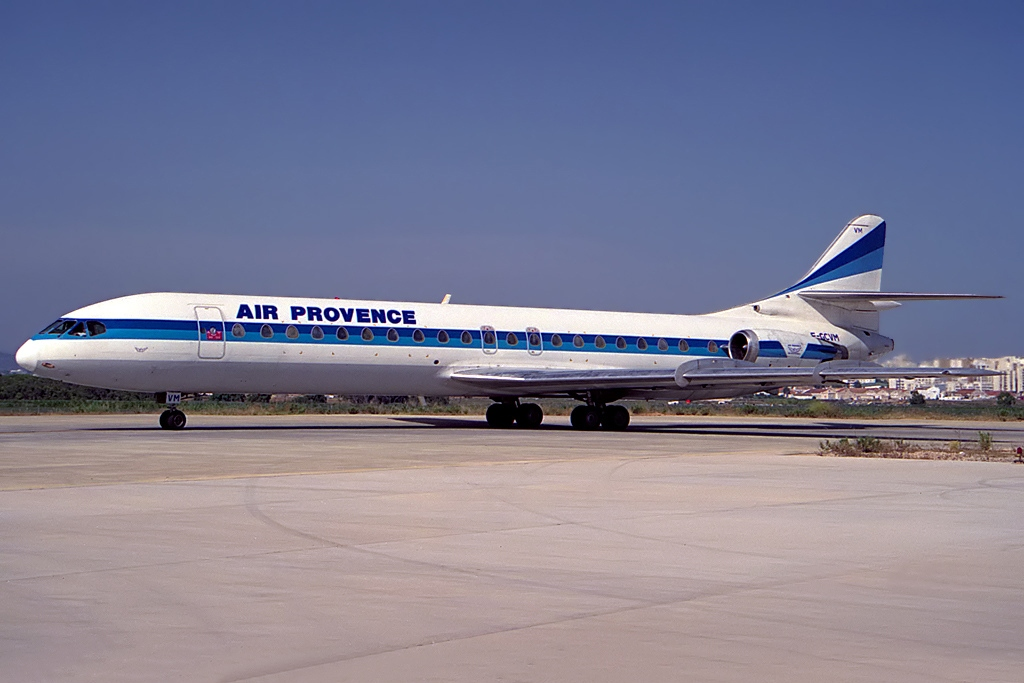
Caravelle type 12 de air Provence
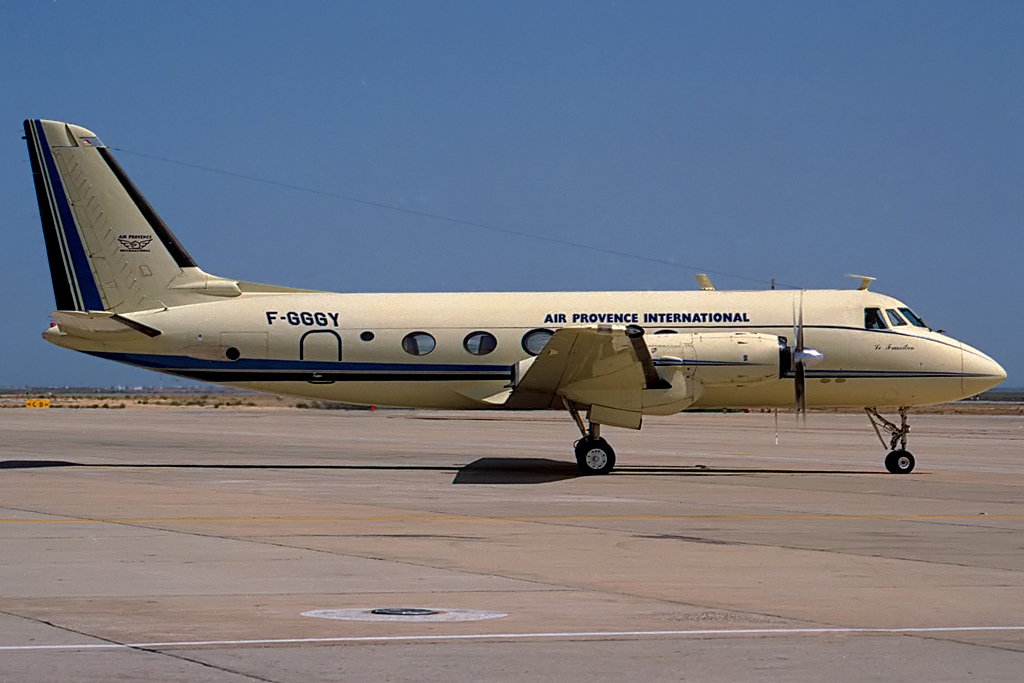
Gulstream G-I d'Air Provence International
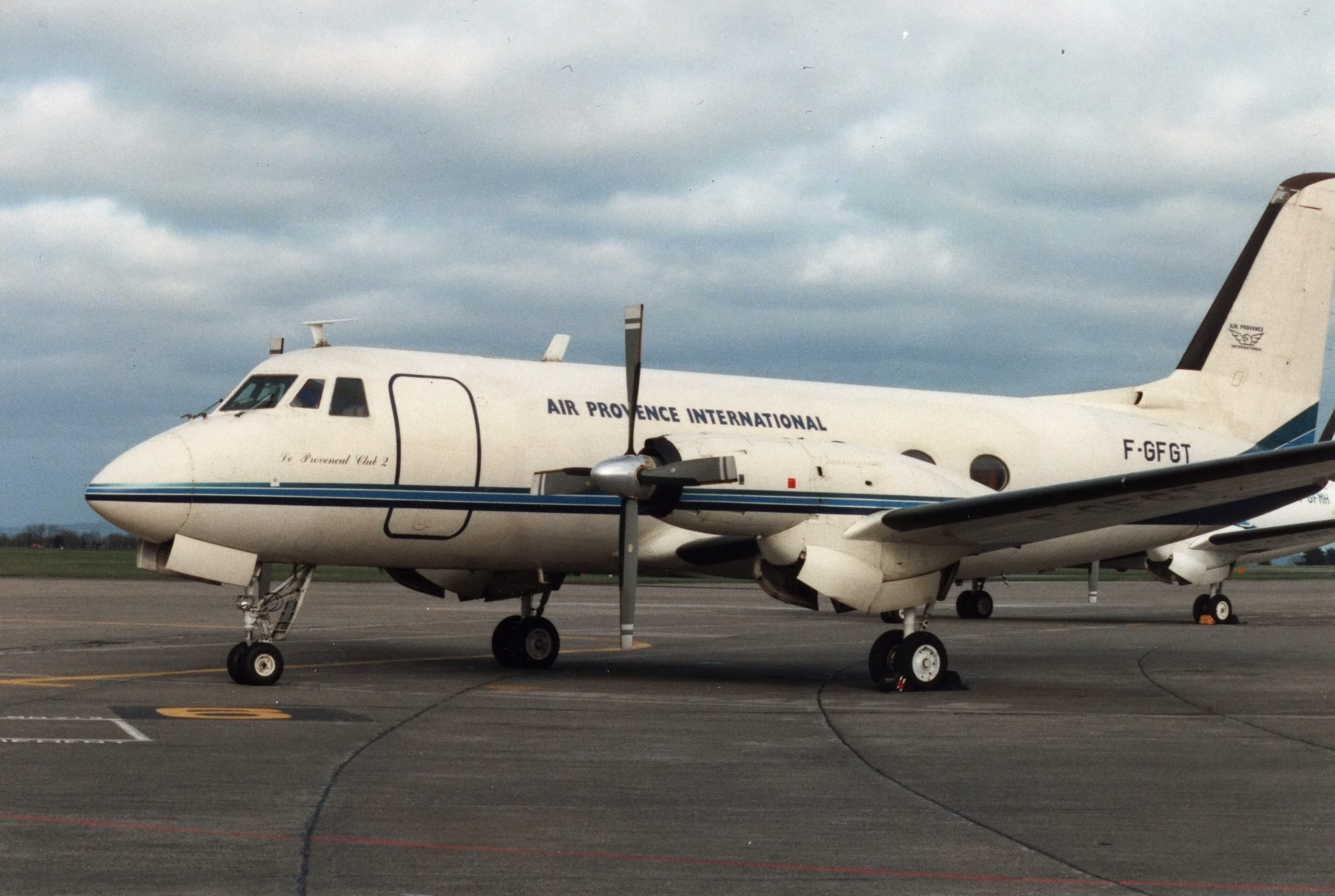
Grumman Gufstream G1 F-GFGT de Air Provence International en 1993
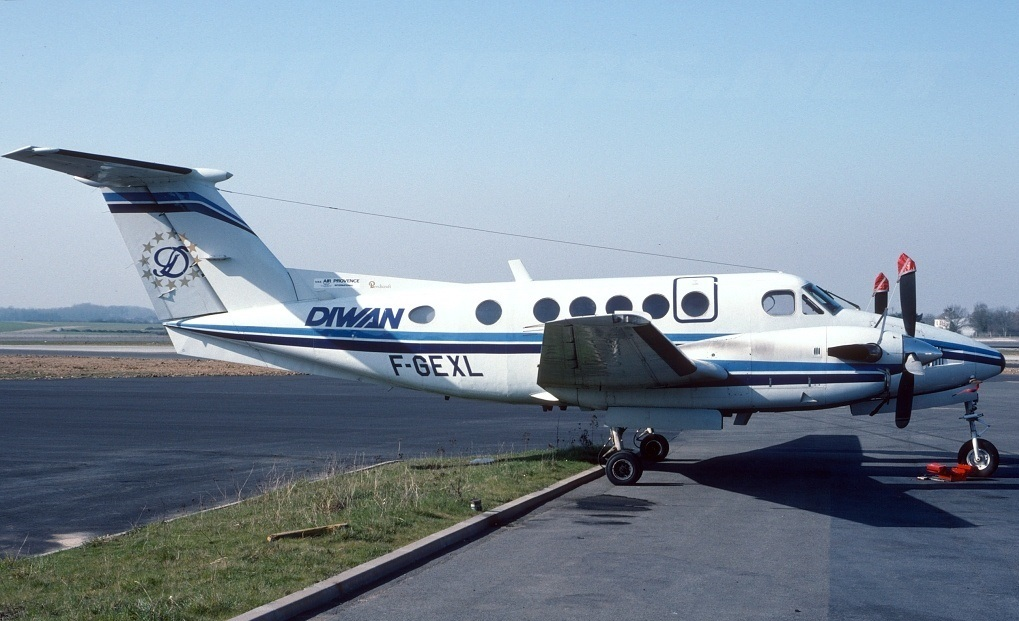
BEECH 200 de la compagnie DIWAN (Air Provence) en 1993
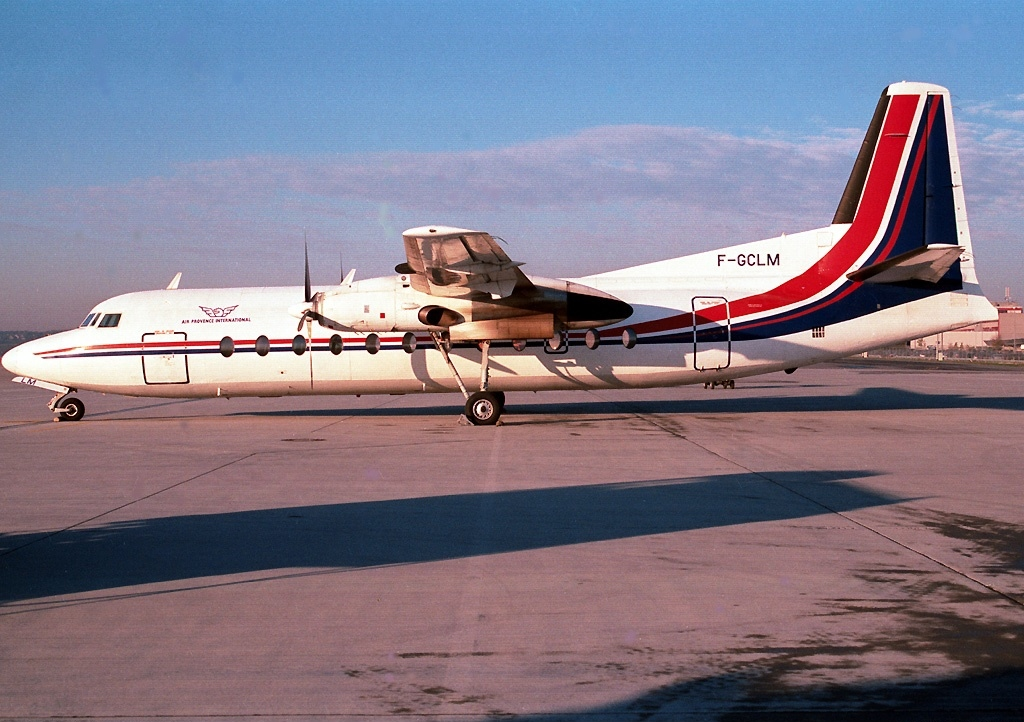
FH-227B d'Air Provence International
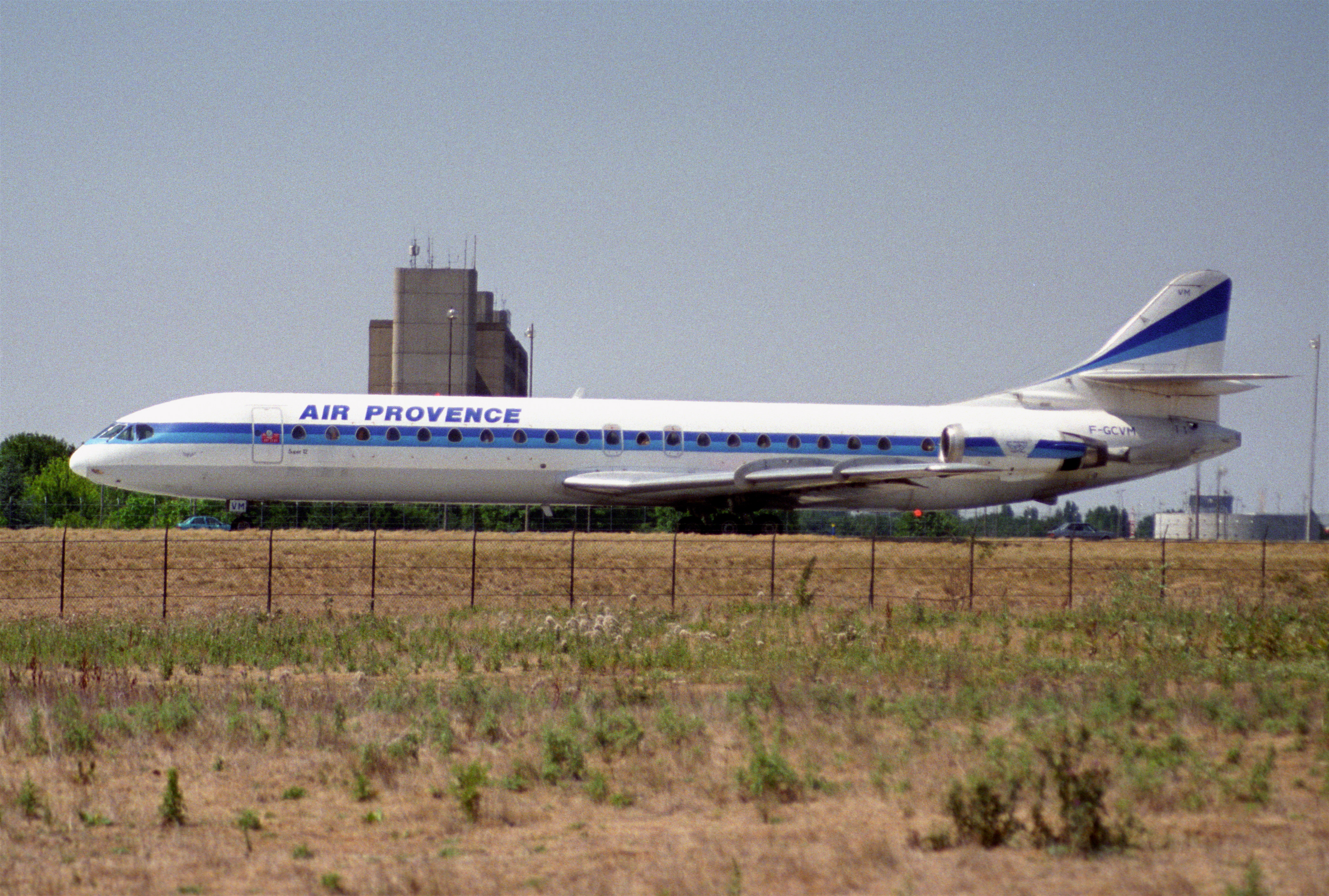
Caravelle type 12 d'Air Provence International à CDG le 04/08/1996
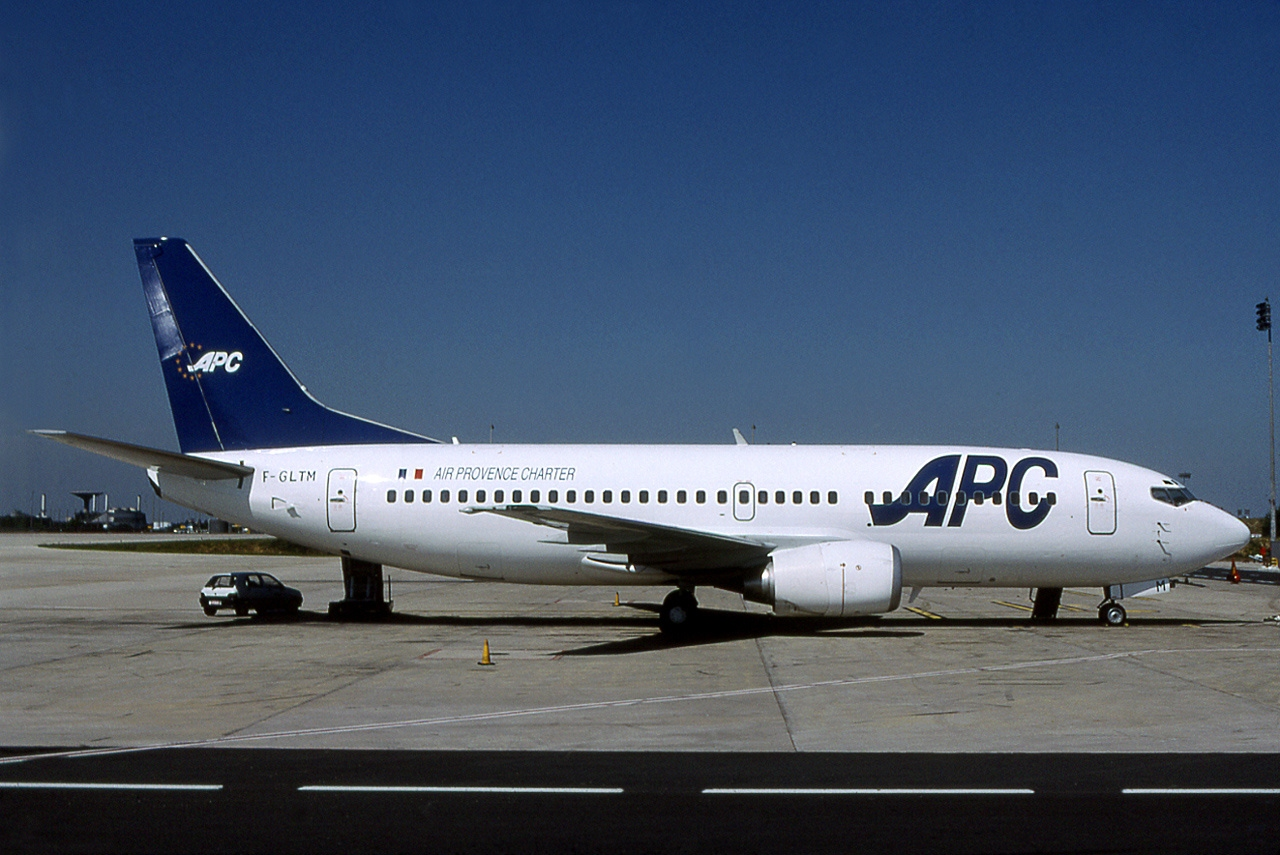
Boeing 737-3M8 no  F-GLTM d'Air Provence charter (APC) en Juin 1996
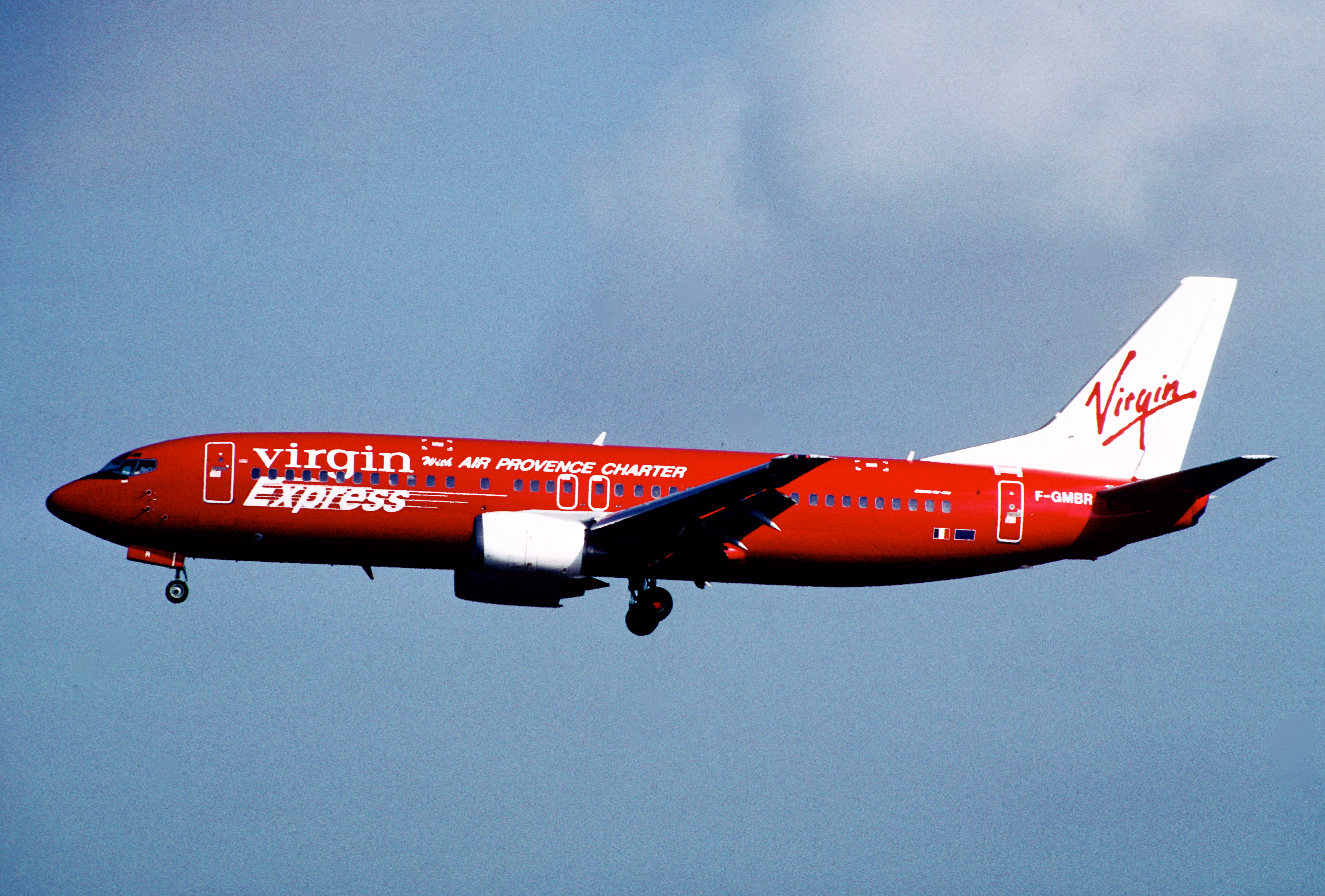
Boeing 737 no  F-GMBR de Virgin Express with Air Provence Charter en Septembre 1997
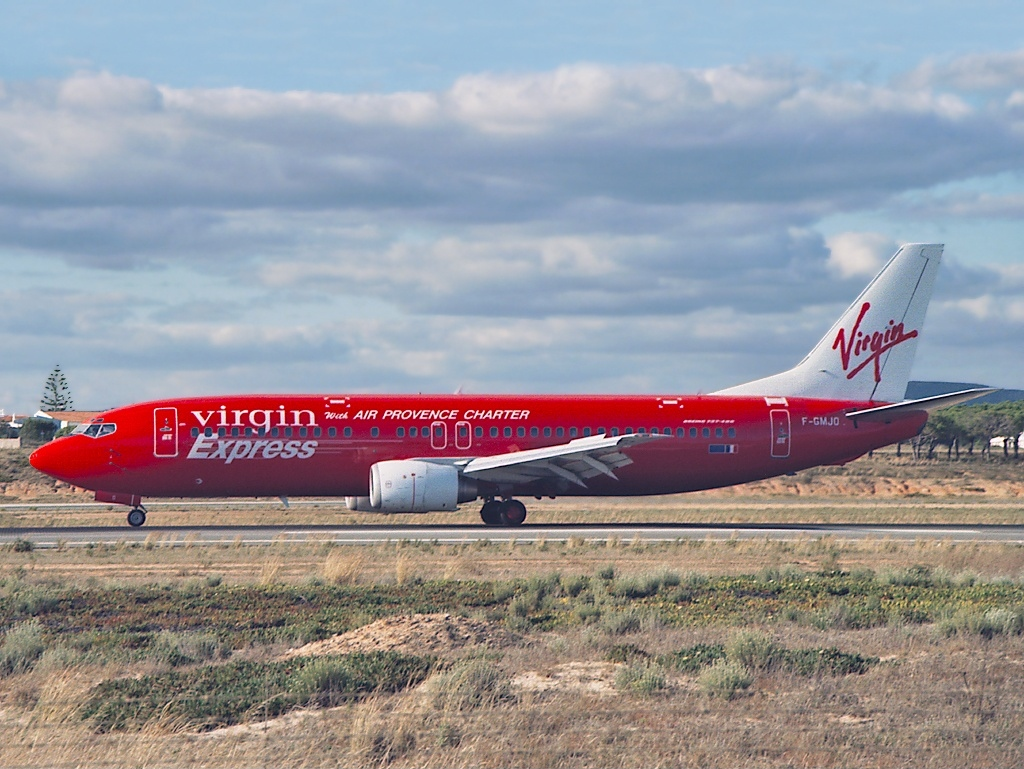
Boeing 737 no  F-GMJO aux couleurs de Virgin Express with Air Provence Charter